# عبد الفتاح معروف
عبد الفتاح معروف (1891 - 1989) قارئ قرآن ومطرب مقام عراقي شهير، يعتبر من الفنانين المعمرين إذ عاش ما يقارب 100 سنة، وكان عالماً بالمقام العراقي ومدرسة في الاداء القرآني ورائداً من رواد المدرسة الاقرائية العراقية. له العديد من الاغاني العراقية المشهورة أهمها أغنية (يا ابن الحمولة علي اشبدلك) وهي من الحان الموسيقار الملا عثمان الموصلي التي غناها واشتهر بها الفنان ناظم الغزالي. ويعتبر من كبار العارفين بأصول وقواعد المقامات العراقية، بالإضافة إلى صوته الرخيم والشجي وطبقاته العريضة، ومن البارزين في قراءة المواليد، وله العديد من التسجيلات الإذاعية مع القراء محمد القبانجي، ويوسف عمر وعبد الرحمن خضر وغيرهم في مختلف المناسبات والمواليد.

## حياته
ولد المقريء الشهير عبد الفتاح أفندي معروف ظاهر العِنزي الكرخي في محلة جامع عطا التي تقع على جانب الكرخ من محافظة بغداد عام 1891، وفي مصادر أخرى ولد عام 1889. عاش طفولته وترعرع في جو ومحيط تسوده الأذكار والمواليد والقراءات التي كانت في (جامع الملا سالم) مساء كل ليلة جمعة، وكان يحضرعا وهو صبي يافع، وبدأ تأثره العميق بالملا عثمان الموصلي، في التعلم ومعرفة أصول المقامات العراقية. تتلمذ على أيادي الملا جاسم سلامة والسيد محمد السيد عبد واستاذه الملا عثمان الموصلي.
في الربع الأول من العشرينات سجلت له مجموعة من الإسطوانات والتي تحوي على مقامات (الحجاز ديوان، المثنوي، الأوج، الأورفا، الخنبات، المنصوري) من خلال (شركة بيضافون للإسطوانات) في بغداد. بعد افتتاح إذاعة بغداد في العام 1936 أصبح قارئاً لتلاوات القرآن والموشحات الدينية.
ترك عبد الفتاح معروف المقام والمناقب النبوية سنة 1945 وكان آخر مولود شارك فيه سنة 1963 في اربعينية ناظم الغزالي. تم تكليفه بالتدريس في المركز الاقرائي العراقي التابع لوزارة الاوقاف العراقية في جامع الخلفاء عام 1977 وكان يدرس قسم النساء صباحاً والرجال مساءً.
توفى في 24/يناير/1989 في بيته الكائن في المأمون غرب بغداد.

## وصلات خارجية
- موقع المقام العراقي - الملا عبد الفتاح معروف
- مقطع من موقع يوتيوب - - أغنية يابن الحمولة بصوت عبد الفتاح معروف